# Kopce (polana)
Kopce – polana w Gorcach. Znajduje się na przełęczy Pośrednie w głównym grzbiecie Gorców. Jest to dość rozległa polana położona na wysokości około 900–920 m n.p.m.
Polana, podobnie jak inne polany gorczańskie była dawniej intensywnie wypasana. Obecnie jej wypas ekonomicznie stał się nieopłacalny i polana zarasta lasem. Przez polanę Kopce przebiega granica między wsią Ponice w powiecie nowotarskim (zachodnia część polany) i wsią Poręba Wielka w powiecie limanowskim, w gminie Niedźwiedź (część wschodnia).

## Szlaki turystyczne
Przez Pośrednie biegnie czerwono znakowany Główny Szlak Beskidzki. Na przełęczy dołącza do niego żółty szlak z Olszówki.
 odcinek: Rabka-Zdrój – Maciejowa (szczyt) – Przysłop – Bardo – Pośrednie – Schronisko PTTK na Starych Wierchach – Pudziska – Obidowiec – Rozdziele – Turbacz. Odległość 16,7 km, suma podejść 970 m, suma zejść 220 m, czas przejścia 5 godz. 35 min, z powrotem 4 godz. 50 min.
 Olszówka – Jasionów – Białoniowa – Stare Izbiska – Pośrednie.